# 三光機械
三光機械株式会社（さんこうきかい、英文名称SANKO MACHINERY Co.,Ltd）は、粉末・顆粒・液体製品を小袋に詰める充填包装機メーカー。

## 主な製品
- スティック自動充填包装機 - スティックシュガー、インスタントコーヒーなどに対応
- 粉末・顆粒自動充填包装機 - 即席麺の粉末スープやかやく、即席茶漬け、ピーナッツなどに対応
- 液体・粘体自動充填包装機 - 醤油、マヨネーズ、シャンプーなどに対応
- 自動計量器、小型金属探知機など

## 沿革
- 1970年8月 - 三光機械株式会社設立
- 1971年12月 - 高速液体自動充填包装機を開発
- 1971年8月 - 高速粉末自動充填包装機を開発
- 2011年6月 - 本社工場移転
- 2012年9月 - 福岡営業所移転